# Alexandre O'Neill
Pour les articles homonymes, voir O'Neill.
Alexandre Manuel Vahio de Castro O'Neill de Bulhões, né à Lisbonne (Portugal) le 19 décembre 1924 et mort dans cette ville le 21 août 1986, est un poète surréaliste portugais,,,.